# Малкіня-Мала-Пшевуз
Малкіня-Мала-Пшевуз (пол. Małkinia Mała-Przewóz) — село в Польщі, у гміні Малкіня-Ґурна Островського повіту Мазовецького воєводства.
Населення — 240 осіб (2011).
У 1975-1998 роках село належало до Остроленцького воєводства.

## Демографія
Демографічна структура станом на 31 березня 2011 року:
|          | Загалом | Допрацездатний вік | Працездатний вік | Постпрацездатний вік |
| -------- | ------- | ------------------ | ---------------- | -------------------- |
| Чоловіки | 121     | 32                 | 82               | 7                    |
| Жінки    | 119     | 25                 | 66               | 28                   |
| Разом    | 240     | 57                 | 148              | 35                   |